# Afleggen (planten)

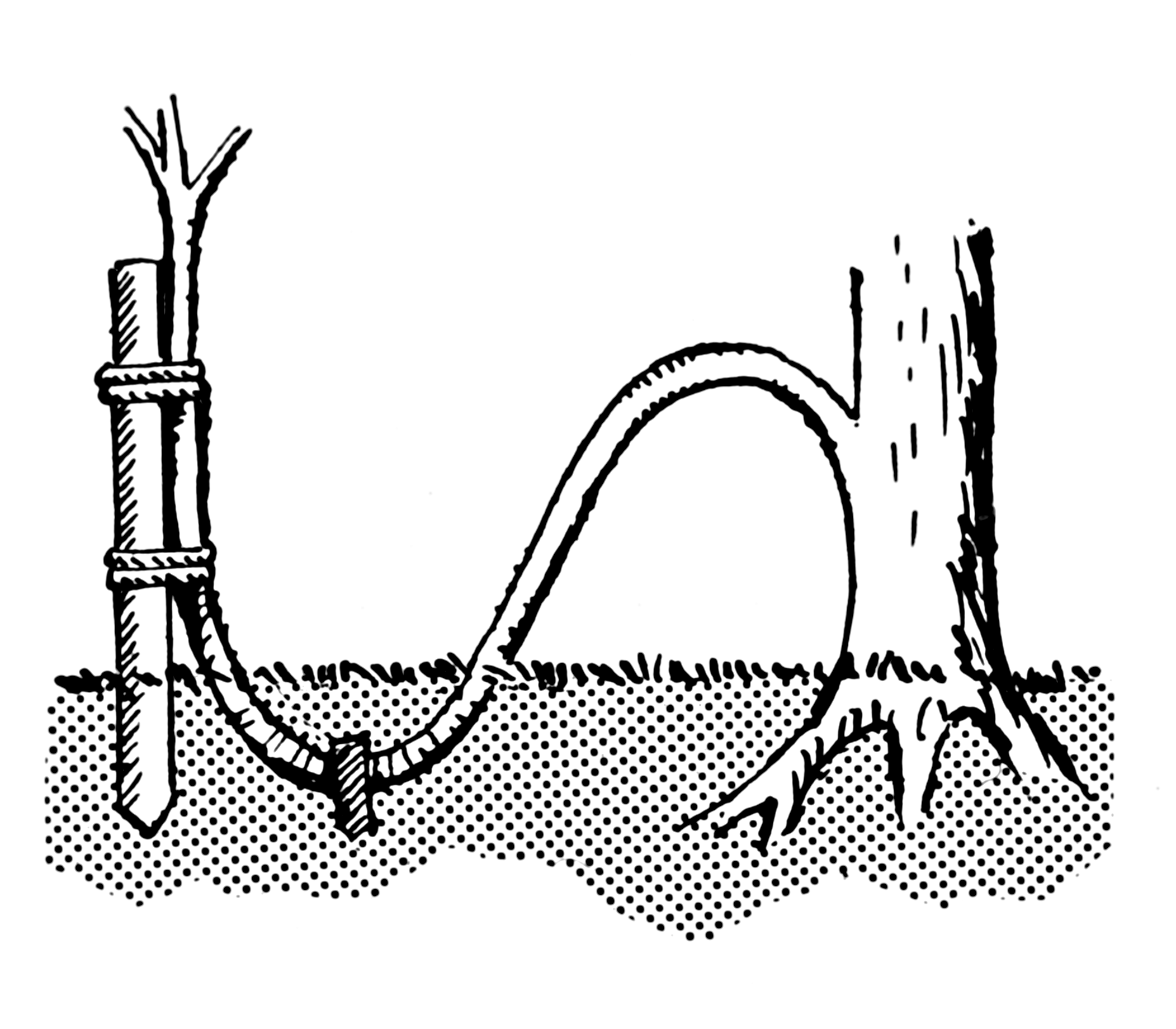
Het afleggen van een plant.

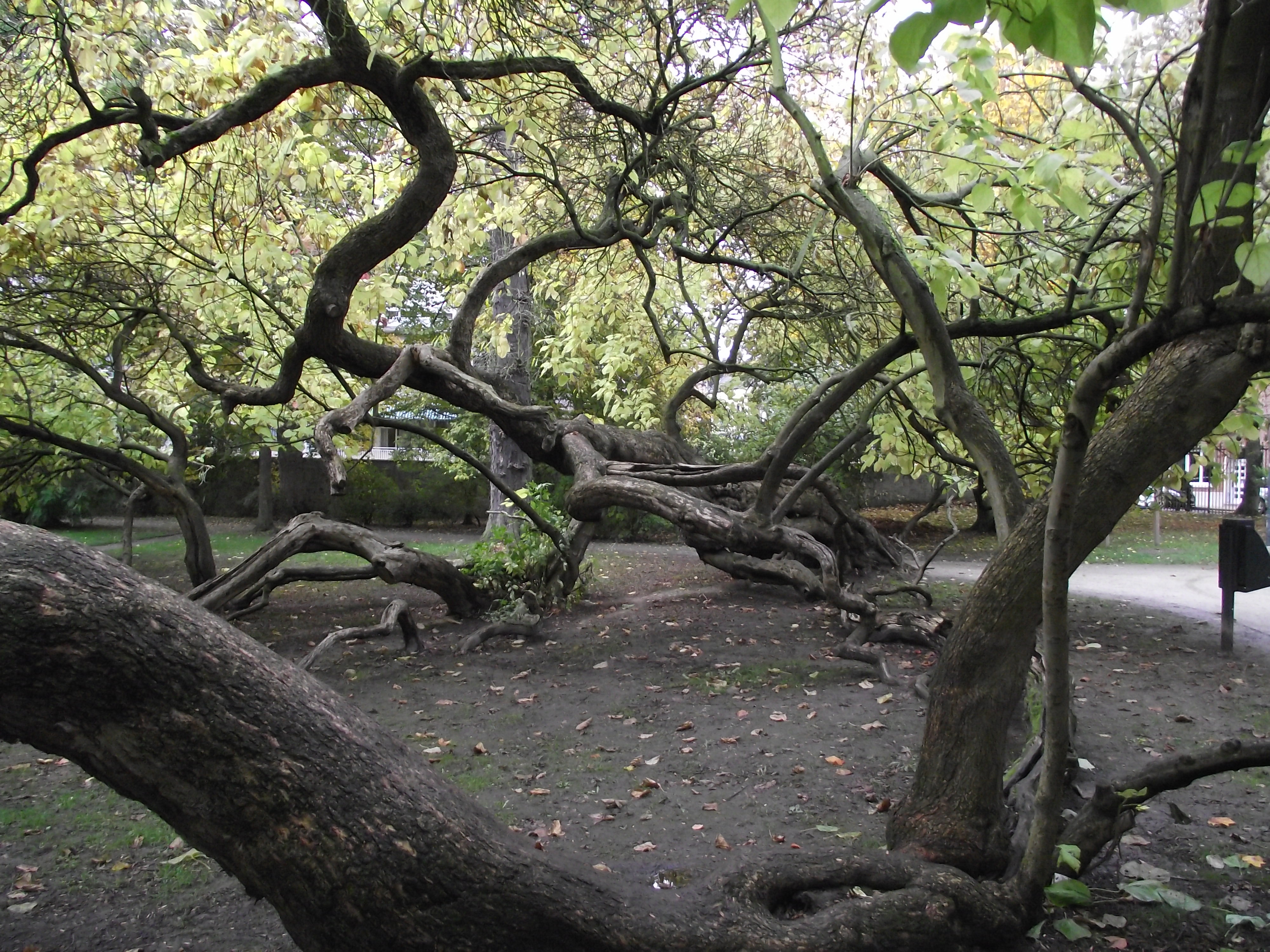
Bomen die spontaan door afleggen zijn vermeerderd

Afleggen is bij planten een wijze van vegetatieve vermeerdering. Dit kan spontaan gebeuren, maar wordt in de regel opzettelijk gedaan door kwekers.
De tak van een plant wordt daartoe zo omgebogen dat deze met een of enkele ogen onder het grondoppervlak terechtkomt. Soms, als de tak opveert, wordt deze met een omgebogen stuk ijzerdraad op de plaats gehouden. Op het deel dat ondergronds komt, wordt soms opzettelijk een deel van de schors verwijderd. Na enige tijd vormen zich op die plaats wortels. Als er zich voldoende wortels hebben gevormd, kan de verbinding met de moederplant worden doorgeknipt en kan de vermeerderde plant elders worden gepoot.
Afleggen kan spontaan gebeuren als doorhangende takken van een plant of boom de grond raken en uiteindelijk bedekt worden door de grond. Ook komt het voor dat een boom die omwaait, met takken uit de kruin in de grond terechtkomt, die daar wortel schieten en uiteindelijk een aparte boom vormen.
Een variant op het afleggen heet marcotteren (ook wel lucht-afleggen genoemd). Daarbij wordt niet de tak in de grond gebogen, maar wordt een propje vochtig veenmos of watten om een tak heen gedrapeerd, zodat daar wortels gevormd kunnen worden.